# Birnaviridae
Birnaviridae és una família de virus d'ARN bicatenari.

## Gèneres
- Gènere Aquabirnavirus; espècie tipus: Infectious pancreatic necrosis virus
- Gènere Avibirnavirus; espècie tipus: virus de la IBD (infectious bursal disease o malaltia de Gumboro)
- Gènere Blosnavirus; espècie tipus: Blotched snakehead virus
- Gènere Entomobirnavirus; espècie tipus: Drosophila X virus

Els birnaviridae en la classificació de Baltimore es troben en el tipus III (significa amb genoma ARN bicatenari), l'altra família del tipus III és la Reoviridae.